# Общество поощрения духовно-нравственного чтения
Общество поощрения духовно-нравственного чтения было создано в 1876 году по инициативе В. А. Пашкова. Целью было издание и распространение христианской литературы, предоставление народу «возможности приобретать на самом месте жительства его и за дешевую цену книги Св. Писания Ветхого и Нового завета и сочинения духовно-нравственного содержания». Пашковцы издали брошюры более 200 наименований. Литературой Общества пользовались представители различных направлений русского религиозного диссидентства.
Эта деятельность оказала влияние на общественную жизнь, противостав революционным настроениям и либеральному просветительству, а также конкурируя с официальной церковной пропагандой.
Председателем общества стал Пашков, его заместителем - М. М. Корф. Членами общества были только верующие. В общество входили лорд Редсток, Н. А. Астафьев, Вильям Никольсон (от Британского библейского общества), Е. И. Черткова, В. Ф. Гагарина, М. Г. Пейкер и другие.
Первый взнос сделало Лондонское общество религиозных брошюр, затем последовали щедрые пожертвования от русских меценатов. Уже за первые два месяца своего существования Общество издало 150 тысяч брошюр. Известно также, что в 1876 году в одном из залов дома Пашкова, использовавшегося под склад, 795 тысяч брошюр. Только в 1878 году было приобретено и напечатано 2,4 млн брошюр.

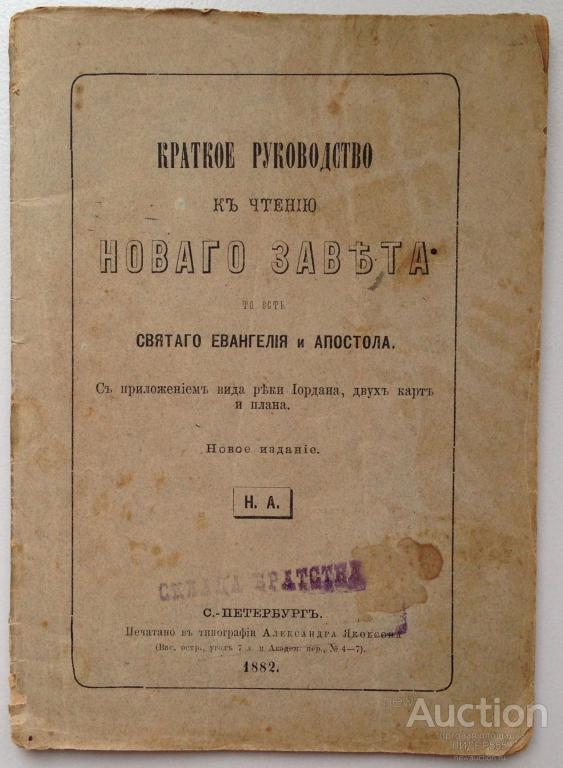
Обложка брошюры Н. А. Астафьева «Краткое руководство к чтению Нового Завета», изданной Обществом поощрения духовно-нравственного чтения в 1882 г.

Книги и брошюры имели общехристианский характер, не вступающий в конфликт с православием. Общество получило разрешение от властей на свою деятельность. После того, как губернатор Нижнего Новгорода граф Николай Игнатьев конфисковал партию изданий для ознакомления, обер-прокурор Святейшего Синода К. П. Победоносцев дал разрешение на их дальнейшее распространение, хотя и предложил воздержаться от публикации книги «Любимые стихи». 
На первых порах Общество публиковало брошюры, переведенные с английского и, реже, немецкого языков. Аристократы, мало знакомые с жизнью русской деревни, не русифицировали английские имена типа Джона или Джеймса на более привычные для русской глубинки варианты, что вызвало справедливую критику и заставило руководителей скорректировать издательскую политику. 
Тем не менее ряд изданий общества обрели популярность. Среди них были сборники духовных гимнов «Любимые стихи» и «Радостные песни Сиона», использовавшиеся, в том числе для пения в собраниях русских «сектантов» (например, молокан) и протестантов. Большой успех имело издание книги Джона Буньяна «Путешествие пилигрима», переведённой на русский язык Ю. Д. Засецкой, - дочерью героя Отечественной войны 1812 года поэта и партизана Дениса Давыдова. Популярной стала брошюра «Он любит меня», представляющая собой личное свидетельство бывшего революционера и нигилиста Н. Е. Гориновича, обратившегося к евангельской вере. 

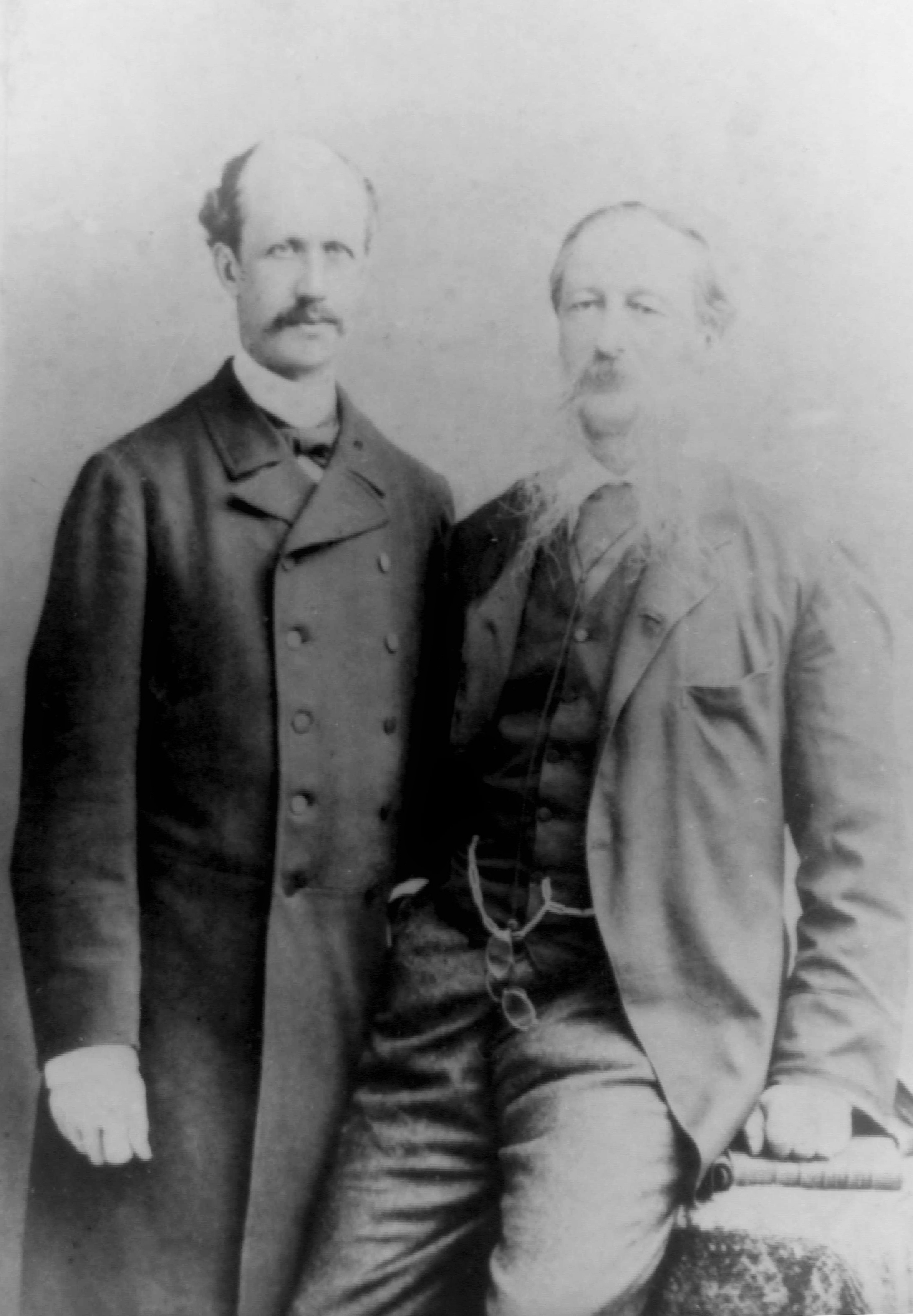
Модест Корф и Василий Пашков

В основном брошюры и книги издавались в Санкт-Петербурге, иногда (вероятно, по цензурным соображениям), в Одессе и Варшаве. Со временем, брошюры стали вызывать недовольство у цензоров, отмечавших, что даже если по отдельности каждое издание обычно «не представляет непосредственно своего сектантского направления, но когда они читаются в совокупности и известном порядке, с разложением их по отделам - тогда их сектантское направление и та основная мысль, какая проводится в них, обнаруживается со всей ясностью. Рассуждая о какой-либо спасительной истине с одной стороны, сочинители умалчивают о тех сторонах, которыми определяется или обуславливается эта истина, и таким образом проводят в сознание читателя ту односторонность, которой они держатся, как сектанты... Книжки такого направления подготавливают в народной массе почву для устной и живой пропаганды и подают повод и случай для дальнейшего сеяния сектантских заблуждений и односторонностей».
Описан случай, когда после разговора с православным священником его прихожане сожгли имевшиеся у их брошюры Общества.    
В 1884 году вместе В. А. Пашков и М. М. Корф созвали в Петербурге съезд представителей различных евангельских течений России - баптистов, штундистов, меннонитов, близкой по взглядам части молокан и духоборов (всего около 100 человек). На шестой день съезда всех участников арестовали и доставили в Петропавловскую крепость. После пристрастных допросов их обвинили в хранении нелегальной литературы и выслали из Петербурга. От аристократов Пашкова и Корфа потребовали прекратить проповедническую деятельность, а после их отказа — в двухнедельный срок покинуть страну. 24 мая 1884 года распоряжение о прекращении деятельности Общества поощрения духовно-нравственного чтения. 
В. А. Пашков и М. М. Корф остаток жизни провели в эмиграции. В 1908 году в Таврической губернии было создано товарищество «Радуга», которое взяло на себя роль издания и распространения в России евангельской литературы.